# Okay My Gay
Okay My Gay é o segundo álbum de estúdio da banda João Penca e Seus Miquinhos Amestrados, lançado em 1986 pela RCA Victor (atual Sony Music). Os sucessos do álbum foram "Popstar", "Lágrimas de Crocodilo", "Romance em Alto Mar" e "Universotário"
Foi o disco mais comercialmente bem sucedido da banda, vendendo mais de 250.000 cópias; outra fonte afirma que ele teve boa execução nas rádios, mas vendeu pouco.
A capa do disco, assinada por Rico Mendes, mostra um Cadillac mergulhando em uma onda. O Cadillac foi inspirado pelos carros que aparecem em capas de bandas como os The Beach Boys e a onda era de um calendário que Selvagem Big Abreu tinha em casa.
As fotos do encarte foram feitas por Flávio Colker na região da Praia de Ipanema, às 4:00 da manhã, após um show. Era o único horário em que seria possível a praia já estar iluminada pelo sol e ao mesmo tempo vazia.
A expressão que dá nome ao disco era uma resposta da banda ao produtor Ronaldo Bastos, que queria batizar o disco de Pencomania.

## Faixas.
Lado A
1. Luau de Arromba (Selvagem Big Abreu, Leandro Verdeal).
2. Popstar (Leandro Verdeal).
3. Romance em Alto Mar (Leandro Verdeal, Ronaldo Bastos).
4. Lágrimas de Crocodilo (Barmack, Leandro Verdeal).
5. Sou Fã (Sixteen Candles) (Dixon, Khent, Versão: Bob Gallo, Avellar Love).
6. Os Amantes Nunca Dizem Adeus (Lovers Never Say Goodbye) (Johnson, Wilson, Versão: Big Abreu).

Lado B
1. Menino Prodígio (Guto Barros, Leo Jaime).
2. Celso Carlos (Leandro Verdeal).
3. Cachet (Heartbreak Hotel) (M.B.Axton, E.Presley, T.Durden).
4. Universotário (Leo Jaime).
5. Escrava Sexual (Leandro Verdeal, Leo Jaime).
6. Ricota (Edgard Scandurra).